# Stanislav Cchovrebov
Stanislav Soslanovič Cchovrebov (rusky Станислав Сосланович Цховребов; * 27. února 1969 Karaganda) je bývalý sovětský fotbalový útočník osetského původu. Je držitelem ruského občanství.

## Hráčská kariéra
Prošel mládežnickou akademií Spartaku Ordžonikidze. V letech 1986–1990 hrál sovětskou druhou nejvyšší soutěž za Spartak Ordžonikidze (od 20. července 1990 jako Spartak Vladikavkaz). Roku 1991 byl v kádru Spartaku Moskva, do A-mužstva se však neprosadil a zanedlouho se vrátil do Vladikavkazu. Zde debutoval v sovětské nejvyšší soutěži v ročníku 1991. V sezoně 1992 obsadil se Spartakem Vladikavkaz druhou příčku v premiérovém ročníku ruské nejvyšší soutěže.
V sezoně 1992/93 byl hráčem bratislavského Slovanu v posledním ročníku československé nejvyšší soutěže a vybojoval s ním třetí místo. V sezoně 1993/94 nastupoval za Nitru ve slovenské nejvyšší soutěži. Ročníky 1994/95 a 1995/96 vynechal, na podzim 1996 hrál za Duklu Hranice v Divizi E. Na jaře 1997 byl hráčem FK VTJ Koba Senec, jeho posledním slovenským působištěm bylo TJ OFC Gabčíkovo v sezoně 1997/98.
Na sklonku hráčské kariéry působil v týmu Avtodor Vladikavkaz (1998–1999), ukončil ji v dresu SKA Rostov na Donu (2000).

## Trenérská kariéra
Zdroj: 
- 2001: Trenér juniorky Alanije Vladikavkaz
- 2001–2002: Trenér Alanije Vladikavkaz
- 2005–2008: Hlavní trenér Spartaku / Alanije Vladikavkaz
- 2010–2011: Hlavní trenér Něftěchimiku Nižněkamsk

## Ligová bilance
| Ročník                                   | Zápasy | Góly | Minuty | Klub                |
| ---------------------------------------- | ------ | ---- | ------ | ------------------- |
| Sovětská fotbalová Vysšaja liga 1991     | 14     | 1    | –      | Spartak Vladikavkaz |
| Ruská Premier Liga 1992                  | 8      | 0    | –      | Spartak Vladikavkaz |
| 1. československá fotbalová liga 1992/93 | 10     | 1    | –      | Slovan Bratislava   |
| 1. slovenská fotbalová liga 1993/94      | 8      | 1    | –      | FC Nitra            |
| CELKEM 1. LIGA                           | 40     | 3    | –      |                     |